# تورگینی سودربری
تورگینی سودربری (سوئدی: Torgny Söderberg؛ زادهٔ ۲۶ نوامبر ۱۹۴۴) یک ترانه‌نویس و موسیقی‌دان اهل سوئد است.
او همکاری فراوانی با لنا فیلیپسون داشته‌است و یکی از ترانه‌هایش برندهٔ مسابقه آواز یوروویژن ۱۹۸۴ شد.